# 義肢装具士国家試験
義肢装具士国家試験（ぎしそうぐしこっかしけん）とは、国家資格である、義肢装具士の免許を取得するための国家試験である。
義肢装具士法第11条に基づいて行われる。厚生労働省医政局監修。試験の実施に関する事務は、財団法人テクノエイド協会が行う。

## 受験資格
- （1）学校教育法（昭和22年法律第26号）第56条の規定により大学に入学することができる者であって、法第14条第1号の規定により文部科学大臣が指定した学校又は厚生労働大臣が指定した義肢装具士養成所において、3年以上、義肢装具士として必要な知識及び技能を修得したもの（その年の指定する日までに修業し、又は卒業する見込みの者を含む。）

- （2）学校教育法に基づく大学若しくは高等専門学校、旧大学令（大正7年勅令第388号）に基づく大学又は義肢装具士法施行規則（昭和63年厚生省令第20号。以下「規則」という。）第13条に規定する学校、文教研修施設若しくは養成所（以下「大学等」という。）において1年（高等専門学校にあっては、4年）以上修業し、かつ、厚生労働大臣の指定する科目を修めた者であって、法第14条第2号の規定により文部科学大臣が指定した学校又は厚生労働大臣が指定した義肢装具士養成所において、2年以上、義肢装具士として必要な知識及び技能を修得したもの（その年の指定する日までに修業し、又は卒業する見込みの者を含む。）

なお、厚生労働大臣の指定する科目は、次のとおりである。（昭和63年3月厚生省告示第100号）
- ア.理学、倫理学、社会学、人間発達学及び社会福祉学のうち1科目
- イ.数学、物理学、生物学及び数理統計学のうち2科目
- ウ.外国語
- エ.保健体育

- （3）職業能力開発促進法（昭和44年法律第64号）第62条第1項の規定に基づく義肢及び装具の製作に係る技能検定に合格した者のうち規則第14条に規定するものであって、法第14条第3号の規定により文部科学大臣が指定した学校又は厚生労働大臣が指定した義肢装具士養成所において、1年以上、義肢装具士として必要な知識及び技能を修得したもの（その年の指定する日までに修業し、又は卒業する見込みの者を含む。）

- （4）外国の義肢装具の製作適合等に関する学校若しくは養成所を卒業し、又は外国で義肢装具士の免許に相当する免許を受けた者であって、厚生労働大臣が（1）、（2）又は（3）に掲げる者と同等以上の知識及び技能を有すると認定したもの

- （5）義肢装具士として必要な知識及び技能を修得させる学校又は養成所であって、法附則第2条の規定により文部大臣又は厚生大臣が指定したものにおいて、法施行の際（昭和63年4月1日）現に義肢装具士として必要な知識及び技能の修得を終えている者又は法施行の際現にこれを修得中であって、法施行後にその修得を終えた者

## 試験日・合格発表日
- 試験日
  - 例年3月上旬の金曜

- 合格発表日
  - 例年3月下旬

## 試験地
東京都

## 試験科目
1. 臨床医学大要（臨床神経学、整形外科学、リハビリテーション医学、理学療法・作業療法、臨床心理学及び関係法規を含む。）
2. 義肢装具工学（図学・製図学、機構学、制御工学、システム工学及びリハビリテーション工学）
3. 義肢装具材料学（義肢装具材料力学を含む。）
4. 義肢装具生体力学
5. 義肢装具採型・採寸学
6. 義肢装具適合学

実際の試験は1日間にわたって行われ、午前に臨床医学大要、義肢装具工学、義肢装具材料学、午後に義肢装具生体力学、義肢装具採型・採寸学、義肢装具適合学の順に行われる。
合格基準については合格発表後に掲示される。 ただし、全部合わせて8割とらないとその時点で不合格となる。